# グランド・ホテル (アルバム)
『グランド・ホテル』（Grand Hotel）は、イギリスのプログレッシブ・ロック・バンド、プロコル・ハルムが1973年に発表した6作目のスタジオ・アルバム。

## 背景
本作の完成を目前とした1972年9月にデイヴ・ボールがバンドを脱退し、最終的には後任ギタリストのミック・グラバムがギター・ソロをオーバー・ダビングした。ただし、ボールが2015年に『インデペンデント』紙のインタビューで語ったところによれば、「スーヴェニア・オブ・ロンドン」におけるギターとスプーンはボールの演奏であり、また、ジャケットに写っているバンド・ショットはボール在籍時に撮影されて、顔だけがグラバムの写真に差し替えられ、体はボールのものだという。なお、2009年に発売されたリマスターCDには、ボールの演奏が使用された「ブリンギング・ホーム・ザ・ベーコン」がボーナス・トラックとして収録されている。
プロコル・ハルムの多くの曲を作詞したキース・リードは、2009年のインタビューにおいて「ラム・テール」を特に好きな曲の一つとして挙げており、「本当に素晴らしいメロディを持つ、上品な曲」と語っている。
本作より、アメリカ盤の発売元もイギリスと同様クリサリス・レコードとなった。

## 反響・評価
バンドの母国イギリスでは、『ソルティ・ドッグ』（1969年）より続いてきた全英アルバムチャート入りが途絶える結果となった。一方、アメリカのBillboard 200では21位に達し、プロコル・ハルムのアルバムとしてはライヴ・アルバム『プロコル・ハルム・ライヴ〜イン・コンサート・ウィズ・ザ・エドモントン・シンフォニー・オーケストラ』（1972年）に次ぐ高順位となった。また、ノルウェーのアルバム・チャートでは10週連続でトップ30入りし、うち2週にわたって8位を記録する大ヒットとなった。
ジェイムズ・A・ガードナーはオールミュージックにおいて5点満点中3点を付け「ギター・リフよりも華美なアレンジに頼った作品で、『ホーム』や『ブロークン・バリケーズ』といった以前のスタジオ・アルバムよりも幾らか威厳がある」と評している。

## 収録曲
全曲とも作詞はキース・リード、作曲はゲイリー・ブルッカーによる。
1. グランド・ホテル "Grand Hotel" – 6:12
2. トゥジュールズ・ラムール "Toujours l'amour" – 3:34
3. ラム・テール "A Rum Tale" – 3:23
4. T.V.シーザー "TV Caesar" – 5:56
5. スーヴェニア・オブ・ロンドン "A Souvenir of London" – 3:23
6. ブリンギング・ホーム・ザ・ベーコン "Bringing Home the Bacon" – 4:23
7. フォー・リコリス・ジョン "For Liquorice John" – 4:30
8. ファイアーズ "Fires (Which Burnt Brightly)" – 5:12
9. ロバーツ・ボックス "Robert's Box" – 4:44

### 2009年リマスターCDボーナス・トラック
1. グランド・ホテル[ロウ・トラック/オーケストラ無し] "Grand Hotel (Raw Track Without Orchestra)" – 6:07
2. ブリンギング・ホーム・ザ・ベーコン[ロウ・トラック/フィーチャリング・デイヴ・ボール] "Bringing Home the Bacon (Raw Track Featuring Dave Ball)" – 6:06

## 参加ミュージシャン
- ゲイリー・ブルッカー - ボーカル、ピアノ
- ミック・グラバム - ギター
- クリス・コッピング - ハモンドオルガン
- アラン・カートライト - ベース
- B.J.ウィルソン - ドラムス、パーカッション、マンドリン
- キース・リード - 作詞

アディショナル・ミュージシャン
- クリスチャンヌ・ルグラン - ボーカル(on #8)※スウィングル・シンガーズのオリジナル・メンバーの１人で、作曲家ミシェル・ルグランの実姉。